# La Fin du monde (Buffy)
Pour les articles homonymes, voir La Fin du monde.
La Fin du monde est le 11e épisode de la saison 4 de la série télévisée Buffy contre les vampires.

## Résumé
Buffy et Riley se disent la vérité à propos de leurs activités mais Riley ignore ce qu'est une Tueuse. Un faible séisme a lieu et, lors de la soirée qui célèbre cet « événement », Willow trouve le cadavre d'un jeune homme égorgé par un démon. Un symbole est gravé sur sa poitrine, elle en informe Giles et le reste du groupe. Il semble que le signe soit celui de l'apocalypse. Buffy part traquer le démon au cimetière mais celui-ci lui échappe. Giles se fait agresser par ce même démon, qui lui vole un talisman. L'observateur découvre que cet objet est nécessaire à un rituel destiné à ouvrir la Bouche de l'Enfer. Alex et Willow découvrent que Spike a l'intention de s'empaler sur un pieu car il est très déprimé par son état actuel. Ils l'emmènent avec eux pour éviter qu'il ne se suicide. 
Le Scooby-gang retourne dans les ruines du lycée de Sunnydale pour empêcher le rituel d'être mené à bien et surprennent trois démons dans les décombres de la bibliothèque. L'un des démons saute dans la Bouche de l'Enfer car leur sacrifice est nécessaire pour mener à bien le rituel. Buffy et ses amis essaient de neutraliser les deux autres tout en les empêchant de sauter à leur tour. Lors du combat, Spike découvre qu'il peut frapper les démons sans ressentir les effets de la puce. Emporté par son enthousiasme, il jette un second démon dans le gouffre. Riley arrive alors sur les lieux et aide Buffy à repêcher in extremis le troisième démon de la Bouche de l'Enfer, évitant ainsi que le rituel soit accompli.